# Supercoppa dei Paesi Bassi 2024
La Supercoppa dei Paesi Bassi 2024 (ufficialmente Johan Cruijff Schaal XXVII) è stata la trentaquattresima edizione della Supercoppa dei Paesi Bassi.
Si è svolta il 4 agosto 2024 al Philips Stadion tra il PSV, campione d'Olanda, e il Feyenoord vincitore della Coppa dei Paesi Bassi 2023-2024. Quest'ultima ha vinto il trofeo per la 5ª volta battendo ai rigori i campioni d'Olanda

## Partecipanti
| Squadre   | Qualificazione                                  | Partecipazioni precedenti (il grassetto indica la vittoria)                                                                       |
| --------- | ----------------------------------------------- | --- |
| PSV       | Vincitore della Eredivisie 2023-2024            | 21 (1991, 1992, 1996, 1997, 1998, 2000, 2001, 2002, 2003, 2005, 2006, 2007, 2008, 2012, 2015, 2016, 2018, 2019, 2021, 2022, 2023) |
| Feyenoord | Vincitore della Coppa dei Paesi Bassi 2023-2024 | 11 (1991, 1992, 1993, 1994, 1995, 1999, 2008, 2016, 2017, 2018, 2023 )                                                            |

## Tabellino
| Arbitro: | Manschot |

|                                            |                      |                                                          |
| Lang 9’ L. de Jong 48’, 80’ (rig.) Til 65’ | Marcatori            | 29’ (rig.), 54’ (rig.) Giménez 33’ Nieuwkoop 72’ Milambo |
| Pepi Bakayoko Til Tillman                  | Tiri di rigore 2 – 4 | Geertruida Ueda Hancko Ivanušec                          |